# تشارلز جي. فيريس
تشارلز جي. فيريس (بالإنجليزية: Charles G. Ferris)‏ هو محامي وسياسي أمريكي، ولد في 1796 في الولايات المتحدة، وتوفي في 4 يونيو 1848 في نيويورك في الولايات المتحدة. حزبياً، نشط في الحزب الديمقراطي. وقد انتخب عضو مجلس النواب الأمريكي.